# IWGP United States Heavyweight Championship
IWGP United States Heavyweight Championship – były tytuł mistrzowski w profesjonalnym wrestlingu, utworzony i promowany przez japońską federację New Japan Pro-Wrestling (NJPW). Skrótowiec „IWGP” inicjuje organ zarządzający federacją – International Wrestling Grand Prix. Tytuł został wprowadzony 12 maja 2017, zaś inauguracyjny mistrz został wyłoniony 2 lipca 2017 w turnieju podczas gal G1 Special in USA.
Mistrzostwo było ósmym aktywnym mistrzostwem w federacji. Pierwszym i najdłużej panującym mistrzem był Kenny Omega.

## Historia tytułu
12 maja 2017 podczas trzeciego dnia gal War of the Worlds współtworzonej przez New Japan Pro-Wrestling (NJPW) i Ring of Honor (ROH) – amerykański ambasador NJPW George Carroll ogłosił utworzenie tytułu IWGP United States Championship. Wprowadzenie tytułu było częścią ekspansji na rynek zachodni. Jest to odpowiedź na zakontraktowanie przez WWE czterech zawodników NJPW w styczniu 2016. W wywiadach Tetsuya Naito porównywał wprowadzenie tytułu do sytuacji w 2011, kiedy to NJPW utworzyło IWGP Intercontinental Championship podczas gal w Stanach Zjednoczonych w maju 2011. Prezes NJPW Naoki Sugabayashi stwierdził, że chce, aby tytuł był broniony podczas przyszłych gal NJPW w Stanach Zjednoczonych, a także na galach federacji Ring of Honor.
Pierwszy mistrz został wyłoniony w turnieju odbywającym się 1 i 2 lipca 2017 podczas gal G1 Special in USA. Oryginalnie turniej miał przebiegać systemem kołowym, lecz zdecydowano się na tradycyjny format pucharowy. Turniej i mistrzostwo wygrał Kenny Omega, który w pierwszej rundzie, półfinale i finale pokonał kolejno Michaela Elgina, Jaya Lethala i Tomohiro Ishii'ego. Po raz pierwszy tytuł broniono w Japonii 24 września 2017 podczas gali Destruction in Kobe. NJPW umiejscawia tytuł na równi z NEVER Openweight Championship i za IWGP Heavyweight Championship oraz IWGP Intercontinental Championship.

## Inauguracyjny turniej
|  | Pierwsza runda (1 lipca) | Pierwsza runda (1 lipca) |                |       | Półfinały (2 lipca) | Półfinały (2 lipca) |  |  | Finał (2 lipca) | Finał (2 lipca) |
|  |                          |                          |                |       |                     |                     |  |  |                 |                 |
|  |                          |                          |                |       |                     |                     |  |  |                 |                 |
|  |                          |                          |                |       |                     |                     |  |  |                 |                 |
|  | Michael Elgin            | 22:31                    |                |       |                     |                     |  |  |                 |                 |
|  | Michael Elgin            | 22:31                    |                |       |                     |                     |  |  |                 |                 |
|  | Kenny Omega              | Pin                      |                |       |                     |                     |  |  |                 |                 |
|  | Kenny Omega              | Pin                      | Kenny Omega    | Pin   |                     |                     |  |  |                 |                 |
|  |                          |                          | Kenny Omega    | Pin   |                     |                     |  |  |                 |                 |
|  |                          | Jay Lethal               | 12:56          |       |                     |                     |  |  |                 |                 |
|  | Jay Lethal               | Jay Lethal               | 12:56          | Pin   |                     |                     |  |  |                 |                 |
|  | Jay Lethal               |                          |                | Pin   |                     |                     |  |  |                 |                 |
|  | Hangman Page             | 08:30                    |                |       |                     |                     |  |  |                 |                 |
|  | Hangman Page             | 08:30                    | Kenny Omega    | Pin   |                     |                     |  |  |                 |                 |
|  |                          |                          | Kenny Omega    | Pin   |                     |                     |  |  |                 |                 |
|  |                          | Tomohiro Ishii           | 31:20          |       |                     |                     |  |  |                 |                 |
|  | Juice Robinson           | Tomohiro Ishii           | 31:20          | 10:04 |                     |                     |  |  |                 |                 |
|  | Juice Robinson           |                          |                | 10:04 |                     |                     |  |  |                 |                 |
|  | Zack Sabre Jr.           | Sub                      |                |       |                     |                     |  |  |                 |                 |
|  | Zack Sabre Jr.           | Sub                      | Zack Sabre Jr. | 11:42 |                     |                     |  |  |                 |                 |
|  |                          |                          | Zack Sabre Jr. | 11:42 |                     |                     |  |  |                 |                 |
|  |                          | Tomohiro Ishii           | Pin            |       |                     |                     |  |  |                 |                 |
|  | Tomohiro Ishii           | Tomohiro Ishii           | Pin            | Pin   |                     |                     |  |  |                 |                 |
|  | Tomohiro Ishii           |                          |                | Pin   |                     |                     |  |  |                 |                 |
|  | Tetsuya Naito            | 15:51                    |                |       |                     |                     |  |  |                 |                 |
|  | Tetsuya Naito            | 15:51                    |                |       |                     |                     |  |  |                 |                 |

- Pin – przypięcie
- Sub – submission

## Panowania
Wyróżnienie posiadało dziesięciu zawodników, a najwięcej razy tytuł posiadali Hiroshi Tanahashi i Juice Robinson (trzykrotnie). Pierwszym z nich był Kenny Omega. Najkrótszym panowaniem jest trzecie panowanie Tanahashiego, które trwało 13 dni, w przeciwieństwie do drugiego panowania Jona Moxleya, które jest rekordem najdłuższego panowania z 564 dniami i największą liczbą udanych obron tytułu. Tanahashi to także najstarszy mistrz, zdobywając tytuł w wieku 45 lat. Jay White wygrał mistrzostwo w wieku 25 lat, będąc najmłodszym posiadaczem tytułu mistrzowskiego.
| Panowanie    | Numer panowania przez danego mistrza w liście                |
| Miejsce      | Miasto, w którym tytuł został zdobyty                        |
| Gala         | Gala, na której zawodnik zdobył tytuł                        |
| Liczba obron | Liczba obron tytułu mistrzowskiego podczas panowania         |
| +            | Oznacza, że liczba dni w posiadaniu wzrasta z kolejnym dniem |

| #  | Mistrz            | Panowanie | Data                      | Dni  | Miejsce                 | Gala                                | Liczba obron | Notka | Odn.   |
| -- | ----------------- | --------- | ------------------------- | ---- | ----------------------- | ----------------------------------- | ------------ | --- | ------ |
| 1  | Kenny Omega       | 1         | 2 lipca 2017(dts)         | 210  | Long Beach, Kalifornia  | G1 Special in USA Część 2           | 4            | Pokonał Tomohiro Ishii’ego w finale ośmioosobowego turnieju stając się inauguracyjnym mistrzem.                                                                               | [ 3 ]  |
| 2  | Jay White         | 1         | 28 stycznia 2018(dts)     | 160  | Sapporo, Japonia        | The New Beginning in Sapporo        | 3            | |        |
| 3  | Juice Robinson    | 2         | 7 lipca 2018(dts)         | 85   | Daly City, Kalifornia   | G1 Special in USA                   | 0            | |        |
| 4  | Cody              | 2         | 30 września 2018(dts)     | 96   | Long Beach, Kalifornia  | Fighting Spirit Unleashed           | 0            | |        |
| 5  | Juice Robinson    | 2         | 4 stycznia 2019(dts)      | 152  | Tokio, Japonia          | Wrestling Kingdom 13                | 3            | |        |
| 6  | Jon Moxley        | 1         | 5 czerwca 2019(dts)       | 1591 | Tokio, Japonia          | Best of the Super Juniors 26: Final | 0            | |        |
| —  | Wakat             | —         | 14 października 2019(dts) | –    | –                       | –                                   | –            | Zwakowany po tym jak Moxley nie był w stanie walczyć w zaplanowanej obronie mistrzostwa na King of Pro-Wrestling z powodu problemów z podróżą wynikających z Tajfunu Hagibis. | [ 14 ] |
| 7  | Lance Archer      | 1         | 14 października 2019(dts) | 82   | Tokio, Japonia          | King of Pro Wrestling               | 1            | Pokonał Juice’a Robinsona w No Disqualification matchu o zwakowany tytuł. | [ 15 ] |
| 8  | Jon Moxley        | 2         | 4 stycznia 2020(dts)      | 411  | Tokio, Japonia          | Wrestle Kingdom 14 Część 1          | 5            | Był to Texas Death match. | [ 16 ] |
| 9  | Lance Archer      | 2         | 21 lipca 2021(dts)        | 24   | Garland, Teksas         | AEW Fyter Fest Część 2              | 1            | Był to Texas Death match. | [ 17 ] |
| 10 | Hiroshi Tanahashi | 1         | 14 sierpnia 2021(dts)     | 84   | Los Angeles, Kalifornia | Resurgence                          | 1            | | [ 18 ] |
| 11 | Kenta             | 1         | 6 listopada 2021(dts)     | 60   | Osaka, Japonia          | Power Struggle                      | 0            | | [ 19 ] |
| 12 | Hiroshi Tanahashi | 2         | 5 stycznia 2022(dts)      | 45   | Tokio, Japonia          | Wrestle Kingdom 15 Część 2          | 0            | Był to No Disqualification match. | [ 20 ] |
| 13 | Sanada            | 1         | 19 lutego 2022(dts)       | 49   | Sapporo, Japonia        | New Years Golden Series             | 0            | | [ 21 ] |
| —  | Wakat             | —         | 9 kwietnia 2021(dts)      | –    | –                       | –                                   | –            | Zwakowany po tym jak Sanada doznał złamania kości oczodołu. |        |
| 14 | Hiroshi Tanahashi | 3         | 1 maja 2022(dts)          | 13   | Fukuoka, Japonia        | Wrestling Dontaku                   | 0            | Pokonał Tomohiro Ishii’ego w walce o zwakowany tytuł. | [ 22 ] |
| 15 | Juice Robinson    | 3         | 14 maja 2022(dts)         | 28   | Waszyngton, D.C.        | Capital Collision                   | 0            | Był to Fatal 4-Way match, w którym brali również udział Jon Moxley i Will Ospreay.                                                                                            | [ 23 ] |
| —  | Wakat             | —         | 11 czerwca 2022(dts)      | –    | –                       | –                                   | –            | Zwakowany po tym jak Sanada nie był w stanie walczyć w zaplanowanej obronie mistrzostwa na Dominion 6.12 w Osaka-jo Hall z powodu zapalenia wyrostka robaczkowego.            | [ 24 ] |
| 16 | Will Ospreay      | 1         | 12 czerwca 2022(dts)      | 1019 | Osaka, Japonia          | Dominion 6.12 w Osaka-jo Hall       | 4            | Pokonał Sanadę w walce o zwakowany tytuł. | [ 25 ] |
| 17 | Kenny Omega       | 2         | 4 stycznia 2023(dts)      | 172  | Tokio, Japonia          | Wrestle Kingdom 17                  | 1            | | [ 26 ] |
| 18 | Will Ospreay      | 2         | 25 czerwca 2023(dts)      | 169  | Toronto, ON, Kanada     | Forbidden Door                      | 3            | Podczas tego panowania Ospreay zmienił nazwę tytułu na IWGP United Kingdom Heavyweight Championship.                                                                          | [ 27 ] |
| —  | Zdezaktywowany    | —         | 11 grudnia 2023           | —    | —                       | —                                   | —            | Zastąpiony przez IWGP Global Heavyweight Championship. |        |

## Łączna liczba panowań
| † | Oznacza obecnego mistrza |

| Miejsce | Mistrz            | Liczba panowań | Łączna liczba obron | Łączna liczba dni |
| ------- | ----------------- | -------------- | ------------------- | ----------------- |
| 1       | Jon Moxley        | 2              | 5                   | 694               |
| 2       | Kenny Omega       | 2              | 5                   | 382               |
| 3       | Will Ospreay      | 2              | 7                   | 375               |
| 4       | Juice Robinson    | 3              | 5                   | 265               |
| 5       | Jay White         | 1              | 3                   | 160               |
| 6       | Hiroshi Tanahashi | 3              | 1                   | 142               |
| 7       | Lance Archer      | 2              | 2                   | 106               |
| 8       | Cody              | 1              | 0                   | 96                |
| 9       | Kenta             | 1              | 0                   | 60                |
| 10      | Sanada            | 1              | 0                   | 49                |